# Linia kolejowa Herzberg – Seesen
Linia kolejowa Herzberg – Seesen – niezelektryfikowana, jednotorowa linia kolejowa w kraju związkowym Dolna Saksonia, w Niemczech. Łączy Herzberg am Harz z Seesen. 